# カイル・カード
カイル・カード（Kyle Lawrence Card、1985年7月25日 - ）は、カナダ出身の俳優、レポーター。Amazonプライム・ビデオで配信されている日本のドラマシリーズ『The Benza』とそのスピンオフシリーズ『Benza English』でのカイル役として知られている。また、『５時に夢中！』（東京MXTV）にコメンテーターとして出演するほか、NHKワールドの『Journeys in Japan』、『Trails to Oishii Tokyo』、『Tokyo Eye 2020』などの番組でレポーターとして活躍している。日本語は堪能で、その演技力で数々の賞を受賞した。

## 人物
カナダのブリティッシュコロンビア州で生まれ育つ。6歳の頃に見たアニメ映画の『AKIRA』で日本文化に興味を持つ。これがきっかけとなり、最終的にビクトリア大学では日本語を専攻した。2005年、20歳の時に交換留学として桜美林大学に在学し、1年間東京に滞在した。

## 来歴
日本の芸能界で俳優としてのキャリアを積むため、2011年日本に戻る。最初は、東京MXの生放送情報番組『５時に夢中！』で2年間レギュラーを務める。 そして、NHKワールドでは『Journeys in Japan』、『Trails to Tsukiji』、『Tokyo Eye 2020』の番組レポーターを務める。
『サイコブレイク2』や『DEATH STRANDING』などのゲームに3Dモーション・キャプチャー・パフォーマーとしても出演している。
俳優としては、NHK教育テレビ『エイエイGO!』にレギュラーとして番組終了まで出演した 。Amazonプライム・ビデオの『The Benza』と『Benza English』にカイル役として出演しており、同番組がベースになったゲーム版『The Benza RPG』にもカイルの本人ボイスが収録されている。

## 出演歴

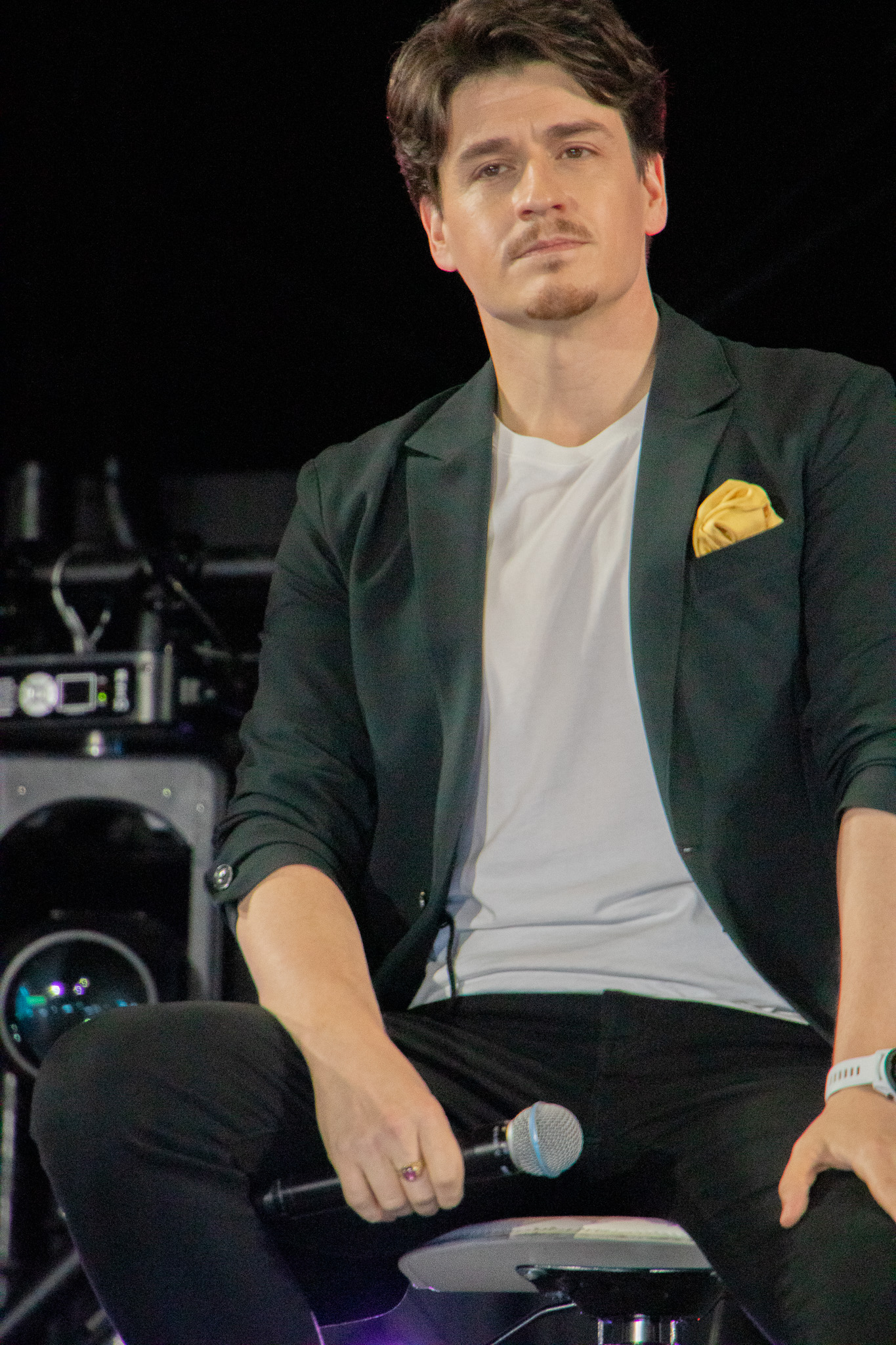
Actor Kyle Card on the main stage of Tokyo Comic Con 2022

### PV
- ザ・リーサルウェポンズ「ホッピーでハッピー」PV（2019年）

### CM
- ライザップ（RIZAP）
- プリングルズ
- エクスペディア
- 金鳥（クリーンフロー トイレのニオイがなくなる消臭スプレー）

### テレビ
- NHK「エイエイGO!」2015～レギュラー
- MXTV「5時に夢中！」

### ラジオ
- NHK「小学生の基礎英語」2024〜レギュラー

### 映画
- 「アンダルシア 女神の報復」
- 「バンクーバーの朝日」
- 「The Benza」

### テレビドラマ
- アルクメデス
- 大河ドラマ（NHK）
  - 八重の桜（2013年）
  - 青天を衝け（2021年） - アーネスト・サトウ役
- 紅白が生まれた日
- 定年女子（2017年） ‐ ブライアン役
- ハゲタカ（2018年） ‐ リアム・ジェームス役
- 「The Benza！」2019年4月〜 ‐ 　カイル役
- 「Benza English」2020年4月配信予定  ‐ カイル役
- 行列の女神〜らーめん才遊記〜（2020年4月20日）
- おもかげ（2023年3月27日、NHK BS4K；2023年5月20日、BSプレミアム）- 米兵 ボブ 役

### 動画配信
- サンシャイン池崎の超・空前絶後超絶怒涛のギャラクシーチャンネル極

## 受賞歴
英語と日本語の両方で演技をするカイルは複数の賞にも輝き、特に『The Benza』では、2019年に韓国を拠点として開催されたアジアウェブアワードのコメディ部門で最優秀主演男優賞を受賞した。また同年のニュージャージー州で開催されたニュージャージー・ウェブフェスティバルでは、共演者のクリス・マッコームスと共にBest On-Screen Chemistryを受賞した。